# Country Musume Daizenshū 2
Albums de Country Musume
Country Musume Daizenshū 1
(2001) Country Musume Mega Best
(2008)
Singles
1. Iroppoi Onna ~Sexy Baby~
2. Bye Bye Saigo no Yoru
3. Uwaki na Honey Pie
4. Senpai ~Love Again~
5. Shining Itoshiki Anata

 Country Musume Daizenshū 2  (カントリー娘。大全集②, ou Daizenshu, Daizenshuu) est le second album du groupe de J-pop Country Musume, sorti en 2006.

## Présentation
L'album sort le 23 août 2006 au Japon sur le label zetima, produit, écrit et composé par Tsunku (sauf quelques paroles). Il sort deux ans après le dernier disque du groupe, le single Shining Itoshiki Anata. Il atteint la 39e place du classement de l'oricon, et reste classé pendant deux semaines, se vendant à 4 512 exemplaires.
Bien que présenté comme le deuxième album du groupe, c'est en fait une compilation de ses singles. Il contient donc dans le désordre les chansons parues en "face A" des onze singles sortis par les différentes formations du groupe, dont quatre sous l'appellation Country Musume ni Ishikawa Rika (Morning Musume) avec Rika Ishikawa de Morning Musume en invitée, et trois sous l'appellation Country Musume ni Konno to Fujimoto (Morning Musume) avec Asami Konno et Miki Fujimoto en invitées.
Six de ces titres étaient déjà parus sur le premier album du groupe au titre similaire sorti cinq ans auparavant : Country Musume Daizenshū 1. L'album ne contient qu'un seul titre inédit, Kakumei Chikku Kiss, interprété par les trois membres alors actives : Asami, Mai Satoda et Miuna.  
Trois des chansons de l'album sont donc interprétées en quintet par les trois membres avec Konno et Fujimoto, une en quatuor et trois en trio avec Ishikawa, une en duo, deux en solo (sorties alors que Rinne était seule dans le groupe), et une en trio par la formation originale (Rinne, Azusa Kobayashi et Hiromi Yanagihara qui ne sont pas créditées).
Toutes les chansons de l'album figureront à nouveau sur une autre compilation similaire qui sortira deux ans plus tard : Country Musume Mega Best.

## Liste des titres
1. Kakumei Chikku Kiss  (革命チックKISS?) (par Asami, Satoda, Miuna)
2. Shining Itoshiki Anata  (シャイニング 愛しき貴方?) / Country Musume ni Konno to Fujimoto... (Asami, Satoda, Miuna, Konno, Fujimoto)
3. Uwaki na Honey Pie  (浮気なハニーパイ?) / Country Musume ni Konno to Fujimoto... (Asami, Satoda, Miuna, Konno, Fujimoto)
4. Hajimete no Happy Birthday!  (初めてのハッピーバースディ!?) / Country Musume ni Ishikawa Rika... (Rinne, Asami, Ishikawa)
5. Senpai ~Love Again~  (先輩 ~LOVE AGAIN~?) / Country Musume ni Konno to Fujimoto... (Asami, Satoda, Miuna, Konno, Fujimoto)
6. Iroppoi Onna ~Sexy Baby~  (色っぽい女 ~SEXY BABY~?) / Country Musume ni Ishikawa Rika... (Rinne, Asami, Ishikawa, Satoda)
7. Bye Bye Saigo no Yoru  (BYE BYE 最後の夜?) / Country Musume ni Ishikawa Rika... (Asami, Ishikawa, Satoda)
8. Koibito wa Kokoro no Ōendan  (恋人は心の応援団?) / Country Musume ni Ishikawa Rika... (Rinne, Asami, Ishikawa)
9. Koi ga Suteki na Kisetsu  (恋がステキな季節?) (par Rinne et Asami)
10. Hokkaidō Shalala  (北海道シャララ?) (par Rinne en solo)
11. Yuki Geshiki  (雪景色?) (par Rinne en solo)
12. Futari no Hokkaidō  (二人の北海道?) (par Rinne, Azusa, Hiromi)

## Chanteuses
Membres actives
- Asami (titres N°1 à 9)
- Mai Satoda  (titres N°1, 2, 3, 5, 6, 7)
- Miuna  (titres N°1, 2, 3, 5)

Ex-invitées
- Rika Ishikawa (titres N°4, 6, 7, 8)
- Asami Konno (titres N°2, 3, 5)
- Miki Fujimoto (titres N°2, 3, 5)

Ex-membres
- Rinne (titres 4, 6, 8, 9, 10 en solo, 11 en solo, 12)
- Azusa Kobayashi (titre N°12 ; non créditée)
- Hiromi Yanagihara (titre N°12 ; non créditée)